# Maxime Busi
Maxime Busi (* 14. Oktober 1999 in Lüttich) ist ein belgischer Fußballspieler, der beim französischen Erstligisten Stade Reims unter Vertrag steht und aktuell an NAC Breda ausgeliehen ist.

## Karriere

### Verein
Busi begann mit dem Fußballspielen beim RFC Ivoz und kam über die Stationen Standard Lüttich und die VV St. Truiden im Juli 2018 zu Sporting Charleroi, wo er seit seiner Ankunft in der ersten Mannschaft eingeplant war. Am 26. September 2018 bestritt er beim 2:0-Pokalsieg gegen Eendracht Aalst sein Debüt. In der Liga war er hinter dem erfahrenen Griechen Stergos Marinos jedoch nur der Ersatz in der rechten Außenverteidigung und stand in der Hinrunde stets einsatzlos im Spieltagskader der Zèbres. Dies änderte sich gegen Ende der Hauptrunde der Saison 2018/19. Am 9. Februar 2019 (25. Spieltag) ermöglichte der Cheftrainer Felice Mazzù beim 1:1-Unentschieden gegen den KV Ostende sein Ligadebüt, als er als Ersatz für den gesperrten Marinos startete. In den verbleibenden fünf Partien setzte er ihn weitere drei Mal ein. In den Playoffs bestritt Busi weitere fünf Einsätze, vier davon auf der Position des rechten Flügelspielers. Unter Mazzùs Nachfolger Karim Belhocine etablierte er sich im Oktober 2019 als Stammspieler in der rechten Außenverteidigung und bestritt 21 Ligaspiele. Am 5. Oktober 2020 wechselte Busi zum italienischen Erstligisten Parma Calcio, wo er einen Fünfjahresvertrag unterzeichnete. Im Januar 2022 verlieh Parma den Außenbahnspieler an Stade Reims – mit der Option, dass die Franzosen ihn im Fall des Klassenerhalts fest verpflichten. Diese Verpflichtung geschah nach Ende der Saison. In der Saison 2022/23 kam Busi auf 21 Einsätze in der Ligue 1. Die darauffolgende Spielzeit 2023/24 verlief verletzungsbedingt enttäuschend, er absolvierte lediglich fünf Ligaspiele. In der Hinrunde der Saison 2024/25 stand er nicht mehr im Kader für Pflichtspieleinsätze. Im Januar 2025 wurde er für ein halbes Jahr an den niederländischen Erstligisten NAC Breda verliehen, wo er in 13 Ligaspielen zum Einsatz kam – davon neunmal in der Startelf.

### Nationalmannschaft
Zwischen September 2019 und September 2020 war Maxime Busi belgischer U21-Nationalspieler und absolvierte dort vier Partien.